# Betsy Blair
Betsy Blair (Nova Jérsei, 11 de dezembro de 1923 — Londres, 13 de março de 2009]) foi uma atriz norte-americana.>